# جوني هاي
جوني هاي (بالإنجليزية: Johnny High)‏ مواليد 25 أبريل 1957 في برمنغهام - الوفاة 13 يونيو 1987، كان لاعب كرة سلة أمريكي. بدأ مسيرته الاحترافية في سنة 1979. تم اختياره من قبل فريق فينيكس صنز خلال الدرافت. بلغ طوله 6 قدم 3 بوصة (1.9 م). اعتزل اللعب في 1984.

## روابط خارجية
- جوني هاي على موقع إن بي أي (الإنجليزية)
- جوني هاي على موقع سبورتس رفرنس (الإنجليزية)
- جوني هاي على موقع كلية كرة السلة في سبورتس رفرنس.كوم (الإنجليزية)
- جوني هاي على موقع ريلجم (الإنجليزية)
- جوني هاي على موقع بروبوليرز (الإنجليزية)